# Saint-Genois
Saint-Genois,, en néerlandais Sint-Denijs, est une section de la commune belge de Zwevegem, en province de Flandre-Occidentale. C'était une commune à part entière avant la fusion des communes de 1977.
Le village a deux saints patrons, à savoir saint Denis (Denijs en néerlandais) et saint Genesius. Ce dernier est à l'origine de Saint-Genois, nom français de la localité.

## Géographie
Saint-Genois est limitrophe des localités suivantes : Zwevegem (section de commune), Moen, Bossuit, Helchin, Espierres, Kooigem et Bellegem.
C'est une localité rurale, à la fois village résidentiel et agricole.

## Démographie

### Évolution démographique
- Sources : INS, Rem. : 1831 jusqu'en 1970 = recensements, 1976 = nombre d'habitants au 31 décembre[5].

## Curiosités

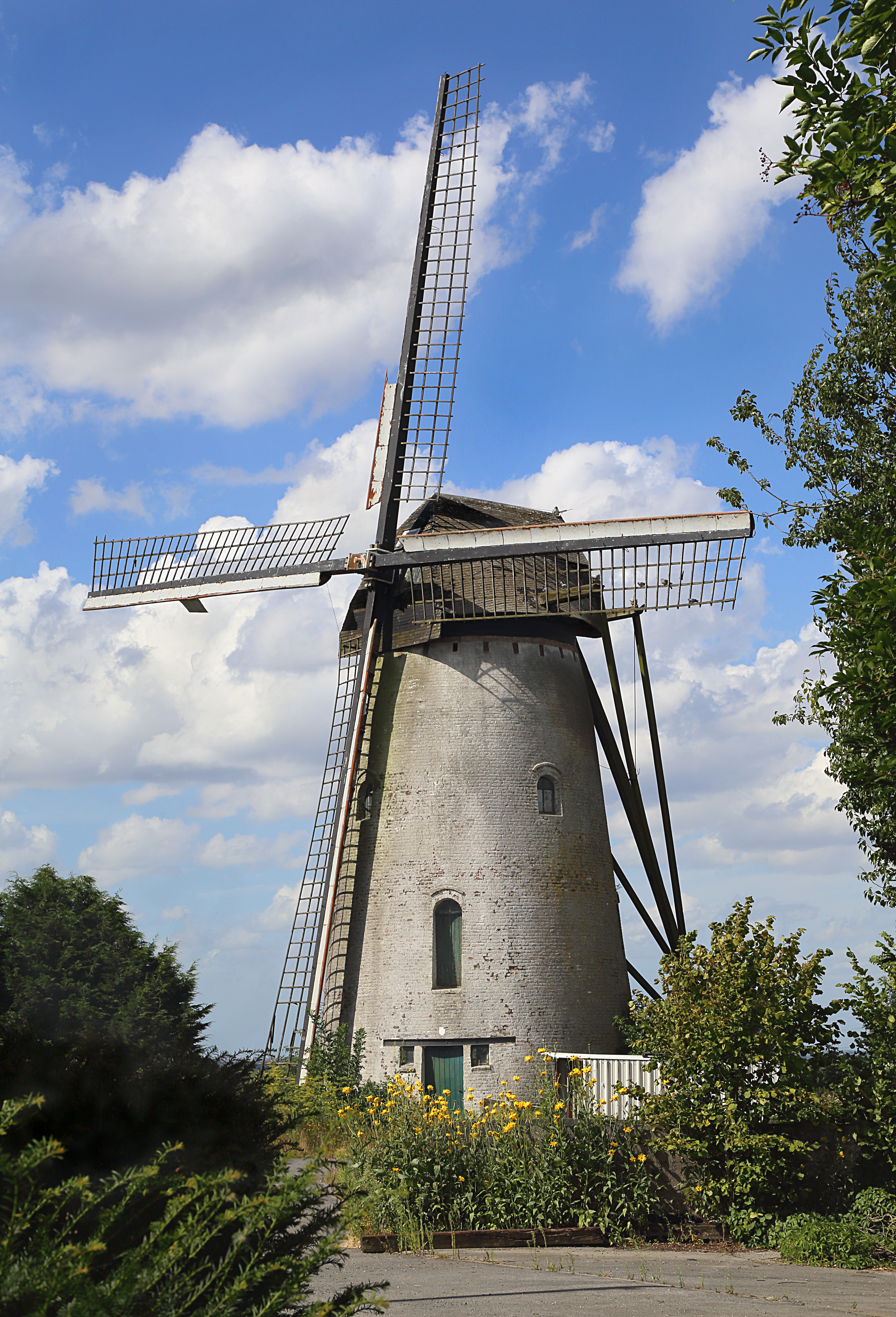
Le moulin ter Claere (molen ter Claere).

Le moulin ter Claere : moulin à vent de type grondzeiler (ses ailes peuvent être atteintes depuis le sol), il se trouve sur le point culminant de la commune (76 mètres) qui est également le point le plus élevé entre l'Escaut et la Lys. Il est en état de marche. Son nom apparaît en 1415. Le moulin en bois a été entièrement ravagé pour la première fois en 1848. Vers 1854, l'actuel moulin en pierres a été élevé au même endroit ;
L'église paroissiale Saints-Denis-et-Genesius ;
Den Hul, autrefois appelé le Belvédère, date du XVIIIe siècle : c'était autrefois la résidence d'été des évêques de Tournai qui possédaient un château dans la localité voisine d'Helchin. La partie préservée peut être vue depuis la Kooigemstraat.

## Gare

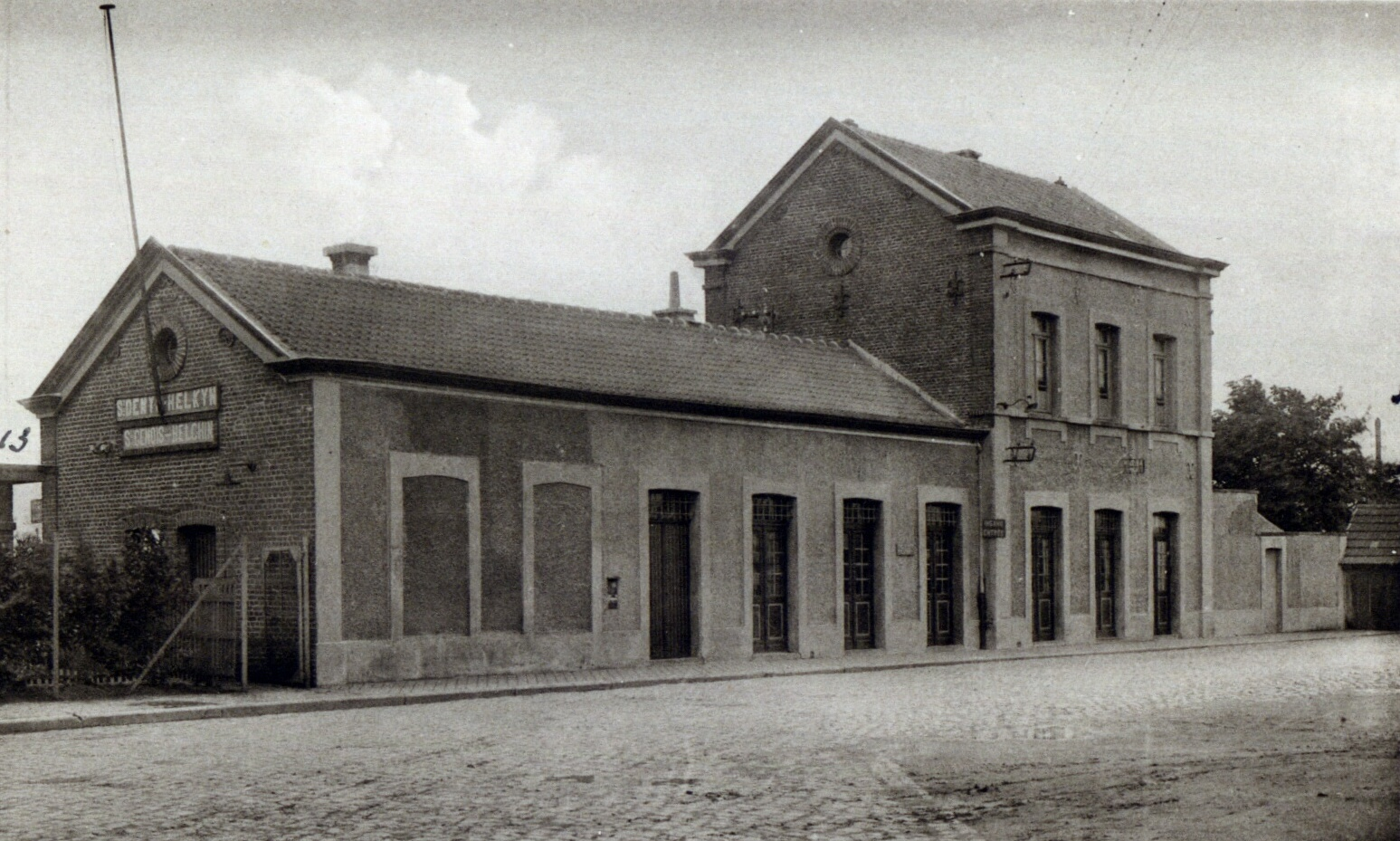
Gare de Saint-Genois-Helchin.